# Amos Sawyer
Pour les articles homonymes, voir Sawyer.
 (juillet 2024).
Amos Sawyer, né le 15 juin 1945 dans le comté de Sinoe et mort le 16 février 2022 à Baltimore (États-Unis), est un militaire libérien, président du gouvernement intérimaire d'union nationale du Libéria de 1990 à 1993.

## Biographie
Après avoir été capturé par les troupes de Prince Yormie Johnson, l'ancien président libérien Samuel Doe meurt sous la torture : les oreilles et les doigts coupés, il est exécuté d'une balle dans la tête. Son corps est ensuite exposé nu dans les rues de Monrovia.
Une vidéo est filmée dont les images choquent la communauté internationale ; elle est diffusée pendant quelques années dans les pays d'Afrique de l'Ouest. Elle montre notamment Johnson buvant une bière pendant que l'on arrache une oreille à Doe.
Le 22 novembre 1990, Amos Sawyer prête serment comme président intérimaire du Liberia, comblant ainsi le poste laissé vacant depuis deux mois.
Les méthodes autoritaires et répressives du président Doe, qui exerce le pouvoir depuis 1980, créent de vives tensions entre les différents groupes ethniques du pays. La situation dégénère en guerre civile lorsque deux groupes de rebelles sont créés. Charles Taylor dirige le NPLF alors que Prince Yormie Johnson commande un front indépendant. Le 23 juillet 1990, les troupes de Johnson prennent le contrôle de la capitale Monrovia. La communauté économique des États d'Afrique de l'Ouest (ECOWAS) envoie alors une force de maintien de la paix de 4 000 hommes qui est déployée le 24 août 1990.
Le 9 septembre 1990, le président Samuel Doe se rend aux quartiers généraux de la force multinationale de maintien de la paix. Des affrontements éclatent entre la force africaine et des fidèles de Johnson. À la suite de ce combat, le président Doe sera fait prisonnier par les troupes de Prince Johnson et torturé, avant d'être exécuté par balle. La mort du président n'arrête cependant pas David Nimley, le brigadier général qui dirige les troupes gouvernementales, de poursuivre les combats. Après une courte trêve conclue à la fin septembre, la guerre civile reprend en octobre. Tour à tour, Taylor, Johnson, Nimley et Amos Sawyer, le chef du gouvernement d'unité nationale intérimaire en exil à Banjul, se proclameront président. Le 22 novembre 1990, Amos Sawyer sera reconnu par l'ECOWAS et assermenté président afin d'établir un gouvernement intérimaire.
En 2011, il reçoit le prix Gusi de la Paix, catégorie « Sens politique ».